# كاري جي. بيترسون
كاري جي. بيترسون هو سياسي أمريكي، ولد في 10 فبراير 1935 في سيدار فورت في الولايات المتحدة. نشط حزبياً في الحزب الجمهوري. وقد انتخب عضو مجلس نواب ولاية يوتا ‏.